# Asta Nielsen
Asta Nielsen (Copenhaguen, Dinamarca, 11 de setembre de 1881 - Copenhaguen, 24 de maig de 1972) fou una actriu de cinema danesa i la primera gran estrella del cinema mut alemany. Setanta de les 74 pel·lícules de Nielsen es van fer a Alemanya, on se la coneixia simplement com a Die Asta (L'Asta).
Coneguda pels seus grans ulls foscos, la seva cara com una màscara i la seva figura infantil, Nielsen va retratar amb més freqüència dones apassionades de voluntat forta atrapades per circumstàncies tràgiques. A causa de la naturalesa eròtica de les seves actuacions, les pel·lícules de Nielsen van ser censurades als Estats Units, i la seva obra va romandre relativament obscura per al públic estatunidenc. Se li atribueix la transformació de l'actuació cinematogràfica de la teatralitat oberta a un estil naturalista més subtil.
Nielsen va fundar el seu propi estudi de cinema a Berlín durant la dècada de 1920, però va tornar a Dinamarca el 1937 després de l'auge del nazisme a Alemanya. Una figura privada en els seus darrers anys, Nielsen es va convertir en artista de collage i autora.

## Biografia
Asta Sofie Amalie Nielsen va néixer al districte de Vesterbro de Copenhaguen, Dinamarca, filla de Jens Christian Nielsen (1847–1895), un ferrer sovint a l'atur, i d'Ida Frederikke Petersen (1843–1912), rentadora de roba. Tenia una germana gran, Johanne, que va patir febre reumàtica al llarg de la seva vida. La família de Nielsen es va traslladar diverses vegades durant la seva infància mentre el seu pare buscava feina. Van viure durant uns quants anys a Malmö, Suècia, on el seu pare va treballar en un molí de blat de moro i després en una fàbrica. Després de perdre aquells llocs de treball, van tornar a viure al barri de Copenhaguen de Nørrebro. El pare de Nielsen va morir quan ella tenia catorze anys. Als 18 anys, Nielsen va ser acceptat a l'escola d'actuació del Royal Danish Theatre. Durant la seva estada allà, va estudiar de prop amb l'actor reial danès Peter Jerndorff. El 1901, Nielsen, de 21 anys, es va quedar embarassada i va donar a llum una filla, Jesta. Nielsen mai va revelar la identitat del pare, però va optar per criar el seu fill sol amb l'ajuda de la seva mare i la seva germana gran. Jesta es va suïcidar el 1964.

## Formació i inicis teatrals
Es va formar com a actriu al Royal Theatre School i va començar a treballar al Teatre Dagmar el 1902. Des del 1905-1907 va formar part d’una companyia de teatre que va recórrer Suècia i Noruega i el 1908 es va traslladar al Det Ny Teater de Copenhaguen.

## Carrera cinematogràfica
El seu debut cinematogràfic, Afgrunden (1910), va ser una col·laboració amb el guionista i director Urban Gad, que després seria el seu marit, duta a terme amb un pressupost minúscul al llarg d’una setmana, però quan s'estrenà a Copenhaguen va esdevenir un èxit internacional d’un dia per l’altre. El seu estil interpretatiu, minimalista i d'un erotisme contingut, s'adaptà molt bé a la pantalla, on actors i actrius apareixien sovint excessius i teatrals. A partir d'aquesta pel·lícula, un dels melodrames eròtics danesos més antics i amb més èxit, que la convertí en una diva internacional, en filmà d'altres, dirigides per Gad, per a la Nordisk Film Kompanier fins al 1914 i després en la Kinograf. La seva imatge, que es faria famosa mundialment, esdevingué la de la primera «femme fatal» (vamp) de la pantalla i, en conseqüència, la primera gran estrella internacional del cinema. Així serà qualificada com la Sarah Bernhardt escandinava, o l'Eleonora Duse nòrdica.
Després de la Primera guerra mundial abandonà Dinamarca per establir-se a Alemanya, on interpretà la major part dels seus films principals i tingué la seva pròpia productora. La seva matisada interpretació de les emocions individuals, en la tradició del teatre nòrdic, va ser apreciada pel gran públic tant com pels artistes avantguardistes europeus, com testimonia l'admiració del mateix Apollinaire.
Si bé només es conserven unes 25 pel·lícules de les 73 en què va intervenir, n'hi ha algunes que es compten entre les més destacades del cinema mut, principalment les degudes a directors tan importants com Ernst Lubitsch (Rausch, 1918), Wiene (INRI, 1923) i Georg Wilhelm Pabst (El carrer sense alegria, 1925), a més de les realitzades per Gad. Entre aquestes pel·lícules, n'hi ha de melodramàtiques, de vagament reivindicatives en l’aspecte social, hi ha comèdies i també films basats en obres literàries.
Se li ha elogiat la capacitat per captar i aprofitar les possibilitats del jove mitjà cinematogràfic i l'habilitat per treure partit dels seus trets facials en primers plans molt efectius en el cinema mut. Fou un dels primers símbols eròtics del cinema europeu, però també interpretà, en un segon període, personatges de més profunditat psicològica, en dones madures i sensuals. S'ha de destacar també la seva interpretació de Hamlet (1920) a la pantalla, representant una nova imatge femenina, a causa de la seva aparició amb el cabell curt, fet infreqüent a l'època.
La seva activitat cinematogràfica acabarà pràcticament amb la fi del cinema mut: només interpretà un film sonor, Unmögliche Liebe, el 1932.

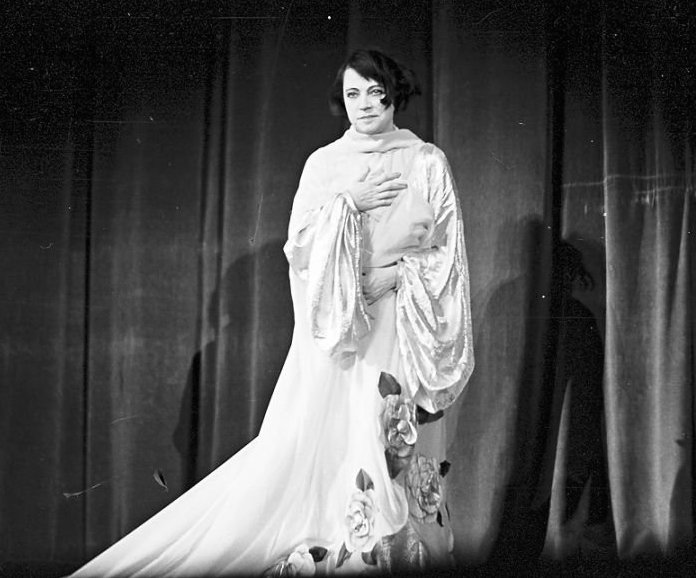
Asta Nielsen a Berlín, el novembre de 1934

## Últims anys
Després d'una pausa en la seva feina teatral, el 1939 tornà als escenaris; durant aquest període havia refusat les ofertes que els nazis li feren perquè s'integrés en el seu aparell propagandístic. Va fugir de l'Alemanya nazi i va viure de forma anònima i retirada els seus últims anys de vida, comptant amb una pensió vitalícia que li concedí el govern danès.
Publicà unes memòries, Den tiende Muse (La desena musa / La musa silenciosa) el 1945 (revisades el 1966). Entre els homenatges que se li tributaren destaca la retrospectiva en el Festival de Venècia de 1959. El 1969 Asta Nielsen va realitzar un film sobre la seva pròpia trajectòria, després d’haver desautoritzat un documental rodat un any abans per Henrik Stangerup,

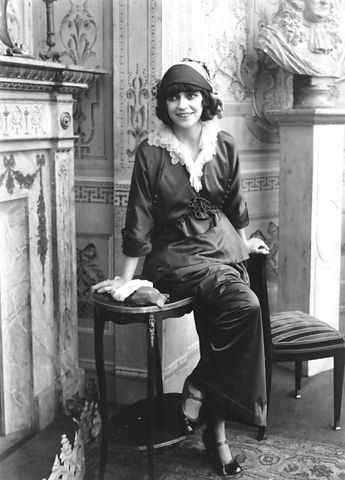
Asta Nielsen a Die falsche Asta Nielsen (1915)

## Relacions i mort
Nielsen va tenir quatre relacions prolongades i es va divorciar dues vegades. El 1912, es va casar amb el director de cinema danès Urban Gad després del seu trasllat junts a Alemanya el 1911 per construir el seu propi estudi de cinema. Es van divorciar el 1919 quan Nielsen es va casar amb el constructor de vaixells suec Freddy Windgårdh. Aquest matrimoni va ser més curt i va acabar en divorci el 1923. Nielsen es va enamorar de l'actor ucraïnès Gregori Chmara, a qui va conèixer través del seu amic comú Georg Brandes. Van començar un matrimoni de fet a llarg termini que va durar des de 1923 fins a 1936. Nielsen va començar una relació a finals de la dècada del 1960 amb el col·leccionista d'art danès Christian Theede, a qui havia conegut a través de negocis amb la seva pròpia obra d'art. El 1970, als 88 anys, Nielsen es va casar amb Theede, de 70 anys. La felicitat de Nielsen i Theede en casar-se a una edat avançada es va celebrar a la premsa mundial. Nielsen va morir als 90 anys el 25 de maig de 1972 a l'Hospital Frederiksberg.

## Llegat

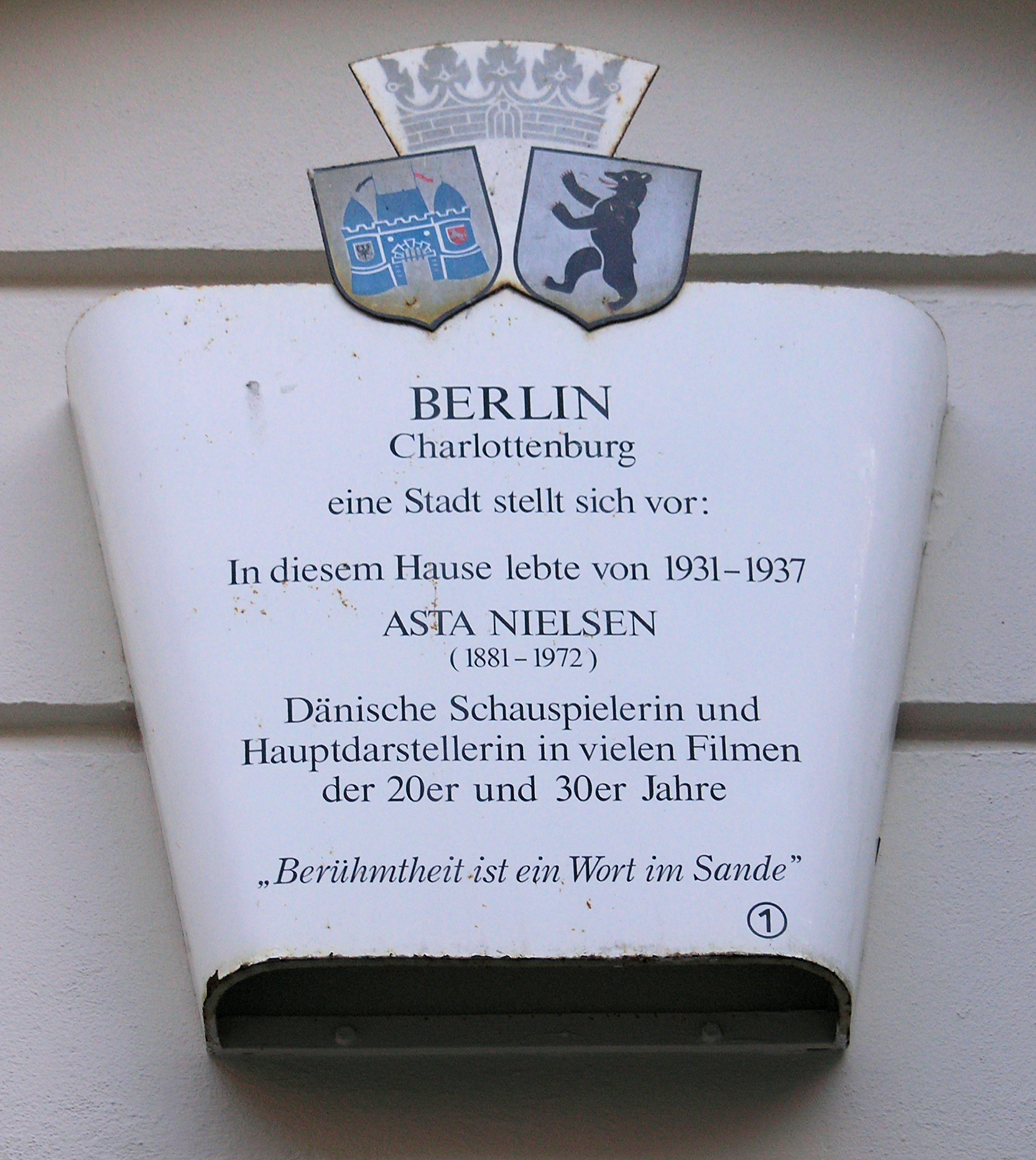
Placa commemorativa d'Asta Nielsen a Fasanenstraße 69, a Charlottenburg

El belga Paul van Ostaijen va incloure el poema expressionista "Asta Nielsen", un homenatge a la sensualitat de Nielsen, a la seva col·lecció de 1921 Bezette Stad (Ciutat ocupada).
Joachim Ringelnatz, que era un convidat freqüent a casa de Nielsens, va escriure els poemes "Über Asta Nielsen" (Sobre Asta Nielsen) -per a la seva col·lecció de 1928 Reisebrefe eines Artisten (Cartes de viatge d'un artista) - i "Asta Nielsen weiht einen Pokal" (Asta Nielsen).

## Vida privada
Després del seu divorci d'Urban Gad, el 1926, es casà amb Fred Wingard, amb l'actor i director teatral rus Gregori Chmara i amb Anders Christian Theede.

## Filmografia més important
- Afgrunden, (1910)
- Balletdanserinden, (1911)
- Heißes Blut (1911)
- Nachtfalter (1911)
- Die Arme Jenny, (1912)
- Der Totentanz (1912)
- Die Suffragette (1913)
- Engelein, (1914)
- Die falsche Asta Nielsen (1915)
- Rausch, (1918)
- Reigen, (1920)
- Mata Hari, (1920)
- Kurfürstendamm (1920)
- Die Spionin, (1921)
- Fräulein Julie, (1921)
- Hamlet, (1921)
- Vanina Vanini (1923)
- Erdgeist (1923)
- INRI, (1923)
- Hedda Gabler (1924)
- Die freudlose Gasse (1925)
- Die Gesunkenen (1926)
- Dirnentragödie, (1927)
- Gehetzte Frauen (1927)
- Das gefährliche Alter (1927)
- Unmögliche Liebe (1932, pel·lícula sonora)[16]

## Rebuda
A The Grand Tradition, una història de l'enregistrament operístic de 1974, el crític britànic JB Steane escriu que «es podria concloure d'enregistraments que [Price] és el millor intèrpret de Verdi del segle». La soprano russa Galina Višnevskaja va recordar que una interpretació de Tosca de Price l'any 1963 a l'Òpera Estatal de Viena «em va deixar la impressió més forta que he tingut mai de l'òpera». A la seva autobiografia de 1983, Plácido Domingo escriu: «El poder i la sensualitat de la veu de Leontyne van ser fenomenals: la soprano Verdi més bella que he sentit mai».

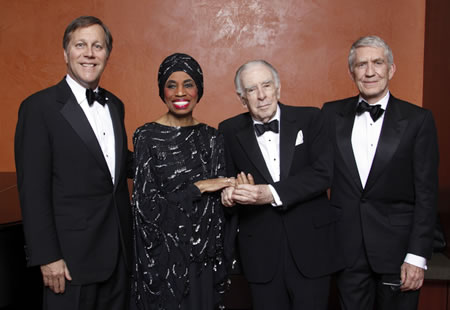
D'esquerra a dreta, la presidenta de la NEA, Dana Gioia, honora la primera classe de premiats de la National Endowment for the Arts Opera l'any 2008: Price, Carlisle Floyd, Richard Gaddes.

Les sopranos Renée Fleming, Kiri Te Kanawa, Jessye Norman, Leona Mitchell, Barbara Bonney, Sondra Radvanovsky, les mezzosopranos Janet Baker i Denyce Graves, el baix-baríton José van Dam i el contratenor David Daniels, van parlar de Price com a inspiració.
Els músics de jazz també van quedar impressionats. Miles Davis, a Miles: The Autobiography, escriu: «Home, l'estimo com a artista. M'encanta la seva manera de cantar Tosca. Vaig gastar la seva gravació d'això, vaig gastar dos sets. Ara, potser no fer Tosca, però m'encantava la manera com ho feia Leontyne. Abans em preguntava com hauria sonat ella si hagués sabut cantar una música, una inspiració de Black o White per a cada música».
També ha tingut les seves crítiques. Al seu llibre The American Opera Singer, Peter G. Davis escriu que Price tenia «un fabulós do vocal que en gran part no es va complir», criticant la seva reticència a provar nous papers, la seva Tosca per la seva manca d'un registre de pit que funcioni, i la seva difunta Aidas per una línia vocal en picada. Altres van criticar la seva manca de flexibilitat en la coloratura i els seus gestos ocasionals, incloent-hi l'aixecament o la pujada de notes agudes, a l'estil gospel. Karajan la va portar a la feina durant els assajos per a Il trovatore de 1977, tal com va explicar la mateixa Price en una entrevista a Diva, d’Helena Matheopoulos. En enregistraments i aparicions posteriors, va cantar amb una línia més neta.
La seva interpretació també va obtenir respostes diferents al llarg d'una llarga carrera. Com a Bess, va ser elogiada pel seu foc dramàtic i sensualitat, i les cintes de les primeres aparicions de l'Òpera de la NBC demostren una presència atractiva a la càmera. En els seus primers anys al Met, sovint va ser elogiada per la seva presència escènica així com per la seva habilitat vocal.
El març de 2007, a la llista  BBC Music Magazine dels 20 millors sopranos de tots els temps basada en una enquesta de 21 crítics musicals britànics i presentadors de la BBC, Leontyne Price va ocupar el quart lloc, després de Maria Callas, Joan Sutherland i Victoria de los Ángeles.
Nielsen es va graduar a l'escola de teatre el 1902. Durant els tres anys següents va treballar al Teatre Dagmar, després va fer una gira per Noruega i Suècia del 1905 al 1907 amb De Otte i les companyies Peter Fjelstrup. Tornant a Dinamarca, va treballar al Det Ny Theatre de 1907 a 1910. Tot i que va treballar de manera constant com a actriu d'escenari, les seves actuacions no van ser remarcables. L'historiador danès Robert Neiiendam va escriure que l'atracció física única de Nielsen, que era de gran valor a la pantalla, estava limitada a l'escenari per la seva veu profunda i desigual.

Davidson va descriure Nielsen com el factor decisiu per al seu pas a les produccions cinematogràfiques:
| « | No havia estat pensant en la producció cinematogràfica. Però després vaig veure la primera pel·lícula d'Asta Nielsen. Em vaig adonar que l'era del curtmetratge havia passat. I sobretot em vaig adonar que aquesta dona era la primera artista en el medi cinematogràfic. Asta Nielsen, vaig sentir de seguida que podria ser un èxit global. Les vendes internacionals de pel·lícules van proporcionar a Union vuit pel·lícules de Nielsen per any. Li vaig construir un estudi a Tempelhof i vaig muntar un gran equip de producció al seu voltant. Aquesta dona el pot portar... Que les pel·lícules costin el que costin. Vaig utilitzar tots els mitjans disponibles i n'he ideat molts de nous per portar les pel·lícules d'Asta Nielsen al món. | » |

Diverses fonts, inclosa IMDb, afirmen que Nielsen va interpretar a Mata Hari en una pel·lícula de principis de la dècada del 1920 amb diferents títols Mata Hari, Die Spionin ("L'espia"). Tanmateix, treballs acadèmics com la filmografia autoritzada publicada per Filmarchiv Austria el 2010 no fan menció d'aquesta pel·lícula. L'estudiós de cinema Ivo Blom ha conclòs que la idea que Nielsen interpretés Mata Hari al cinema va sorgir d'una confusió amb la seva pel·lícula ara perduda Die Tänzerin Navarro (1922), que presenta una trama similar a la història de la vida de Mata Hari.